# 30-та гренадерська дивізія СС (2-га російська)
30-та гренадерська дивізія СС (2-га російська/1-ша білоруська) (нім. 30.Waffen-Grenadier-Division der SS (russische Nr. 2)) — німецька гренадерська дивізія Ваффен-СС, сформована на базі бригади допоміжної поліції порядку «Зіглінг». Особовий склад дивізії: білоруси, росіяни, німці та українці[джерело?].

## Витоки створення дивізії
Витоки створення дивізії потрібно шукати в період німецької окупації Білорусі, коли німці на зайнятих теренах почали формувати допоміжну поліцію, котра складалась з місцевих мешканців. Завдання створення допоміжної поліції було покладено на СС та поліцію на окупованих територіях. Місцева поліція в залежності від покладених на неї завдань поділялась:
1) основний елемент поліційних сил (Schutzmannschaften-Einzeldienst), який виконував функції жандармерії у містах та селах;
2) розташовані у казармах формування (батальйони), які творились з метою боротьби з партизанами;
3) допоміжна поліція (Hilfsschutzmannschaften), яка підпорядковувалась жандармерії та несла варту у таборах військовополонених;
4) волонтерська та професійна пожежна варта (Feuerschutzmannschaften)
Окремо варто зупинитись на так званих шума-батальйонах. Виділялися три типи:
1) польові батальйони (FeldbataiUone), які в назвах відзначалися буквою «F»
2) варти (Wachbataillone) — «W»
3) запасні (Ersatzbataillone) — «Е»
Шума-батальйони складалися з трьох або чотирьох рот, кожна з яких мала налічувати від 124 (у перший період існування) до 150 чол.
Зазвичай місцевими солдатами командували німецькі командири. До кожного батальйону була прикріплена певна кількість німців: по одному командиру, ад'ютанту і 10 інших службовців у штабі, а також по два офіцери і 58 представників молодшого офіцерського складу в кожній роті, по 2 перекладачі й одному водію. Часто цих вимог не дотримувались.
Дослідники не мають спільної думки щодо числа шума-батальйонів. Ю. Туронко підрахував, що в лютому 1944 р. їх було сім (48-й, 49-й, 60-й, 64-й, 65-й, 66-й, 67-й), і всього в їх складі перебувало 2167 осіб. Інші історики падають цифру 13, 11 або 12 (45-й — 49-й, 60-й, 64-й — 67-й, 69-й).

### Формування іноземних стрілецьких поліцейських полків
Згідно з наказом Гіммлера від 29 березня 1943, з частини рекрутів шума-батальйонів, а також німецького персоналу в першій половині 1943 почалося формування іноземних Стрілецьких поліцейських полків, кожен з яких складався з трьох батальйонів. Передбачалося, що один батальйон буде повністю німецький, тоді як два інші повинні складатися з місцевого населення (за винятком офіцерів). У Білорусі був сформований 36-й поліцейським Стрілецький полк (Polizei Schutzen Regiment 36). 24 червня 1943 був сформований штаб, а також 2-й (командир — майор Мільтцав) і третій (командир — майор Крамер) батальйони. 14 липня 1943 з надлишку рекрутів з 48-го і 60-го батальйонів був створений 1-й батальйон. Командиром призначений обер-лейтенант Мартін Вальцін.
Спочатку полк квартирував в Уріччі (близько Слуцька), однак пізніше був передислокований до Воложина, де брав участь у бойових діях проти радянських партизан.
У 1943 р. під час мобілізації в 48-й і 49-й батальйони зголосилося аж 7 тис. добровольців. Однак у зв'язку з жорсткими кількісними обмеженнями більшість було направлено додому. Дослідники не одностайні в оцінці загального числа тих, хто служив у білоруській шуму-поліції. Ю. Туронак вважає, що за час окупації Білорусі у всіх формування поліції служили понад 50 тис. чол.

## Евакуація на Захід
У результаті зайняття Білорусі військами Червоної Армії в липні 1944 р. частина білоруської поліції і шума-батальйонів, евакуювалася разом з Вермахтом на Захід. За деякими даними, на Захід потрапило 16 тис. солдатів білоруських військових та військово-поліцейських формувань. Серед них: 6 тис. поліцейських, 8 тис. солдатів БКО і 2 тис. функціонерів СД. Відповідно до інших джерел, ця цифра становила 19 тис. чол. Зусилля Білоруської центральної ради зібрати цю масу в околицях Лодзі виявилися марними. Наприкінці липня 1944 відбулося розформування білоруських шума-батальйонів, яке супроводжувалося включенням їх залишків до складу шума-бригади (Schutzmannschaft-Brigade) під командуванням оберштурмбанфюрера Ганса Зіглінга. Названа одиниця була сформована відповідно до наказу Рейхсфюрера СС від 1 серпня 1944.

### Звання та ранги
Іноземний контингент складав переважну більшість особового складу, тому 3 серпня 1944 був визначений правовий статус бійців. Особи іноземного походження повинні були користуватися колишнім рангом за системою, прийнятою в шума, а також званнями СС, до яких у назві додавалося слово «Ваффен». Це означало, що вони знаходяться на службі СС, але безпосередньо не відносяться до «Ордена мертвої голови».

### Склад бригади
Бригада Зіглінга складалася з чотирьох полків. Білоруські відділи увійшли до складу кожного з них. Нижче наведений перелік східних формувань з того, як вони були включені в окремі полки бригади:
- до 1-го полку (створений в місцевості Гради; командир — штурмбанфюрер гінця Остеррейх) увійшли: 60-й білоруський шума-батальйон, сили гебітскамендатури Мінська, частина 34-го батальйону БКО, 57-й і 61-й українські шума-батальйони;

- до 2-го полку (створений в місцевості Ставіч; командир — штурмбанфюрер Гельмут Гантца) увійшли: 64-й білоруський шума-батальйон, сили гебітскамендатури Глибокого та Ліди, 62-й і 63-й українські шума-батальйони;

- до 3-го полку (створений в місцевості Чарторак; командир — штурмбанфюрер Вільгельм Мохов) — 65-й, 66-й та 67-ї білорусько-російські шума-батальйони, 36-й Стрілецький поліцейським полк, сили гебітскамендатури Слуцька, Барановичів і Вілейки, a також поліція порядку з Мінська та Смоленська;

- до 4-го полку (командир — гауптштурмфюрер Ернст Шмідт) — сили гебітскомендатури Слоніма, Ганцевичів і Прип'яті, a також 23-й і частина 34-го батальйонів БКО. У 12-й роті цього полку виявилося близько сотні кадетів офіцерської школи БКО з Мінська.

Крім того, в різний час в дивізію входили російський 654-й східний батальйон (Ost Bataillon 654) і залишки батальйону СД із Чернігова.
Відділ артилерії був створений із 56-го артвідділу (Schuma-Art-Abteilung 56) та відділу польової артилерії СС Білорусі (SS-Pol.-Art.-Abteilung «Weissruthenien»). У свою чергу кінний відділ СС (SS-Reiter-Abteilung) був утворений у результаті з'єднання 68-го білоруського шума-батальйону Рагулі (Schuma-Reiter Abteilung 68 — Reiter Schwadron Rogula) i 69-го козачого кінного шума-батальйону (Kosaken Reiter Schutzmannschafts Bataillon F/69).

## Національний та соціальний склад
З'єднання Зіглінга не було сформовано шляхом призову добровольців, a являла собою зібрання різних і раніше не пов'язаних між собою формувань. Невипадково дивізія була своєрідною мозаїкою як в національному, так і в соціальному сенсі. У ній зібралися люди з різними переконаннями, життєвим досвідом і військовим життєписом. Наприклад, в одному бойовому з'єднанні виявилися, з одного боку, учасники антипартизанських та каральних акцій, а з іншого — 17- і 18-річні юнаки з мінської офіцерської школи БКО. Крім білорусів та росіян, що становили 70% особового складу дивізії, у ній служили німці, українці, поляки, незначна кількість татар, чехів та вірмен. Офіцерський склад дивізії був укомплектований майже виключно з німців та росіян. Білоруські дослідники часто перебільшують частку та роль білорусів у дивізії. Зазвичай білоруси почувались скривдженими через відсутність власних офіцерів у командному складі дивізії. Їм у командному складі, за сприятливих обставин, відводилась роль перекладачів.

### Росіяни
Від початку формування дивізії російський національний елемент у ній був досить значним. Ще на початку формування бригади до її складу було включено чимало росіян зі Смоленська. Крім того в дивізію входив російський 654-й східний батальйон (Ost Bataillon 654). У кожному батальйоні були перекладачі, що володіли російською мовою. Майор В'ячеслав Муравйов зробив російську мову мовою внутрішньої документації дивізії. Старший та молодший офіцерський склад дивізії становили майже виключно росіяни та німці. Багато офіцерів дивізії відкрито виступало за її зближення із власівцями.

### Поляки
Від витоків дивізії й до її остаточного розформування в її рядах служили поляки. Оскільки бригада, що згодом була реформована у 2-гу російську дивізію, формувалась із поліцейських частин, в її складі були присутні поляки-поліцаї. Так лише у Барановичах поляки серед поліцаїв становили 20%. Особливо багато поліцаїв-поляків було у Лідській окрузі. Навіть на квітень 1944 р. у Лідській окрузі з 25 комендантів поліції 21 був поляком, a 2/3 особового складу поліцейських також складали поляки. Хоча поляки з числа поліцаїв часто робили спроби перейти зі зброєю у руках на бік АК, це зовсім не значить, що наприкінці війни серед вояків 2-ї російської дивізії не було жодного поляка. Про наявність поляків у дивізії чітко свідчить наказ Зіглінга від 17 листопада 1944 р., згідно з яким потрібно було скласти іменний список офіцерів і солдатів польської національності.

### Українці
Відносно значний відсоток українців від загальної кількості особового складу спостерігався у 1-му та 2-му полках. В інших полках він становив 2-4% особового складу. У 3-му батальйоні 4-го полку з 4 до 8 серпня 1944 служило 447 білорусів (64%), 114 німців (16%), 63 поляків (9%), 53 росіян (7,6%), 15 українців (2, 1%) і 3 татар (0,4%).

## Придушення Варшавського повстання
Принаймні до 10 серпня 1944 формування квартирувалось в окрузі Остерроде (Східна Пруссія). В околицях Остербурга-Макейм відбулася зустріч з обозом сімей. 6 серпня 1944 бригада отримала наказ прямувати до Варшави, щоб взяти участь у ліквідації повстання.

## Господарські роботи
3 грудня до 20 серпня 1944 з'єднання було перекинуто в район Розенберга (Східна Пруссія), де солдати працювали на жнивах. У цей час моральний стан вояків не поліпшився. Незабаром відбулися чергові передислокації. Додатковим чинником, який сприяв дезертирству, були чутки, що рідні військових не перевезені далі на Захід, а використовуються як робоча сила в німецьких господарствах у районі Остерроде, де до них погано ставляться місцеві господарі. Німецькі командири не зуміли створити потрібної атмосфери довіри. Напружений стан у дивізії ускладнював брак перекладачів. У кожному батальйоні повинно було знаходитися від 6 до 10 осіб зі знанням різних мов (як мінімум — білоруської, німецької, російської та польської). Насправді їх число коливалося між 3 та 5 перекладачами у батальйоні.
18 серпня 1944 згадана бригада була розгорнута в 30-ту гренадерську дивізію СС (російську № 2).

## Боротьба із французьким рухом опору
В останньому тижні жовтня 1944 дивізія була перекинута до Франції для боротьби з місцевими партизанами. З'єднання увійшло до складу LXIII-го армійського корпусу 19-ї армії групи армій «G» (Верхній Рейн), потім (з жовтня 1944 р.) до складу LVIII-го танкового корпусу 19-ї армії, а з листопада — у LIII-й i LXIII-й армійські корпуси.
У різний час дивізія квартирувалась у місцевостях Мюлуза, Безансона, Діжона і Кальмари. протягом вересня та жовтня 1944 дивізія брала участь у боях з французькими партизанами. Наприкінці жовтня охороняла мости через Рейн. Під час бойових дій спостерігалося масове дезертирство і перехід на бік супротивника. 27 серпня 1944 відбувся бунт у 2-му батальйоні 1-го полку і 2-му батальйоні 2-го полку, в результаті якого було вбито німецьких офіцерів і старшин. 29 серпня 1944 з 4-го полку майже в повному складі дезертирували 1-й та 3-й батальйони, які втекли до Швейцарії. Незважаючи на випадки масового дезертирства і низький бойовий дух військовослужбовців 30-ї дивізії, деякі джерела свідчать про хоробрість солдатів на полі бою. Наприклад, солдати, озброєні тільки ручними гранатами, кидалися в атаку на французькі танки. 22 листопада 1944 командування групи армій «G» інформувало, що військовослужбовці 30-ї дивізії завдали значної шкоди противнику і знищили шість танків. Настрій і рівень бойового духу групи колишніх кадетів мінської офіцерської школи БКО під час бойових дій у Франції описав у щоденнику 6 вересня 1944 німецький офіцер при 30-ї дивізії обер-лейтенант Хансен:
|  | У складі 30-ї дивізії знаходиться формування, що складається з офіцерів Союзу білоруським молоді. Попри те, що настрої солдатів дивізії впали, не вистачає озброєння і продовольства, ця білоруська одиниця зберігає стан високої бойової готовності. |

27 вересня 1944 солдати дивізії розстріляли 39 цивільних осіб у населеному пункті Етобон, що у Франції, як відплату за підтримку місцевими мешканцями французького руху опору. Ще 27 цивільних були вивезені до Німеччини, 7 з яких були розстріляні за 10 днів по тому.

## Боротьба з дезертирством
3 метою уникнення подальшого дезертирства і бунтів командування вирішило позбутися найбільш нелояльних і нездатних до боротьби елементів. В результаті з 10 до 15 вересня 1944 була проведена чистка серед військовослужбовців 1-го, 2-го і 3-го полків, начального відділу та відділу розвідки. Відібрали 2154 осіб, у тому числі 37 офіцерів і 2117 солдатів. 3 них 18 вересня 1944 в складі 30-ї дивізії були сформовані 1-й і 2-й робочі полки (нім. Schanz-Regiment).
Зарубіжні кадри, спрямовані в ці полки, були позбавлені звань СС і могли користуватися колишніми рангами шума. Каральні полки складалися з двох батальйонів по три роти в кожному. Попри те, що й перші, й другі вважалися невід'ємною частиною дивізії, безпосередньо вони були підпорядковані Арбайтскоманді в Карлсруе.
Масове дезертирство викликало певні зміни в структурі дивізії. 12 вересня 1944 відбулася реорганізація дивізії, в результаті якої був сформований волонтерський батальйон Муравйова (нім. Freiwillige-Einsatz-Bataillon «Murawjew»). Попри те, що серед солдатів цього батальйону було досить багато неросіян, майор В'ячеслав Муравйов зробив російську мову мовою внутрішньої документації.
24 жовтня 1944 дивізія була переформована в триполкову, принагідно змінена нумерація підрозділів. Відтоді дивізія складалася з 75-го (4-го російського), 76-го (5-го російського) і 77-го (6-го російського) полків СС.
Протягом жовтня — листопада 1944 настрої солдатів дивізії не покращилися. 3 наказів Муравйова випливало, що поширеним явищем було зловживання алкоголем. Наказ від 24 жовтня 1944 забороняв солдатам винаймати приміщення поза стінами з'єднання і споживати алкоголь.

## Відкликання з фронту
У результаті дезертирства і бойових втрат у грудні 1944 30-та дивізія була відкликана з фронту і направлена в тилову зону — у Баварію. Відомо, що з'єднання перебувало на навчальному центрі Графенвьор (нім. Truppenübungsplatz Grafenwöhr). На 16 грудня 1944 дивізія налічувала всього 4400 осіб. У цей час у місцевості Мюнзінген відбувалося формування 1-ї піхотної дивізії Російської визвольної армії (РОА) (600-ї піхотної дивізії Вермахту) під командуванням полковника С. Буняченка. На поповнення цього з'єднання було вирішено направити залишки іноземного персоналу 30-ї гренадерської дивізії СС. За офіційними даними, в Мюнзінген було переведено близько 5 тис. солдатів. Тобто туди потрапила практично вся дивізія.